# Герсдорф
Герсдорф (њем. Gersdorf) општина је у њемачкој савезној држави Саксонија. Једно је од 33 општинска средишта округа Цвикау. Према процјени из 2010. у општини је живјело 4.345 становника. Посједује регионалну шифру (AGS) 14524070.

## Географски и демографски подаци
Герсдорф се налази у савезној држави Саксонија у округу Цвикау. Општина се налази на надморској висини од 315 метара. Површина општине износи 9,7 km². У самом мјесту је, према процјени из 2010. године, живјело 4.345 становника. Просјечна густина становништва износи 448 становника/km².